# Alessandro Cagno

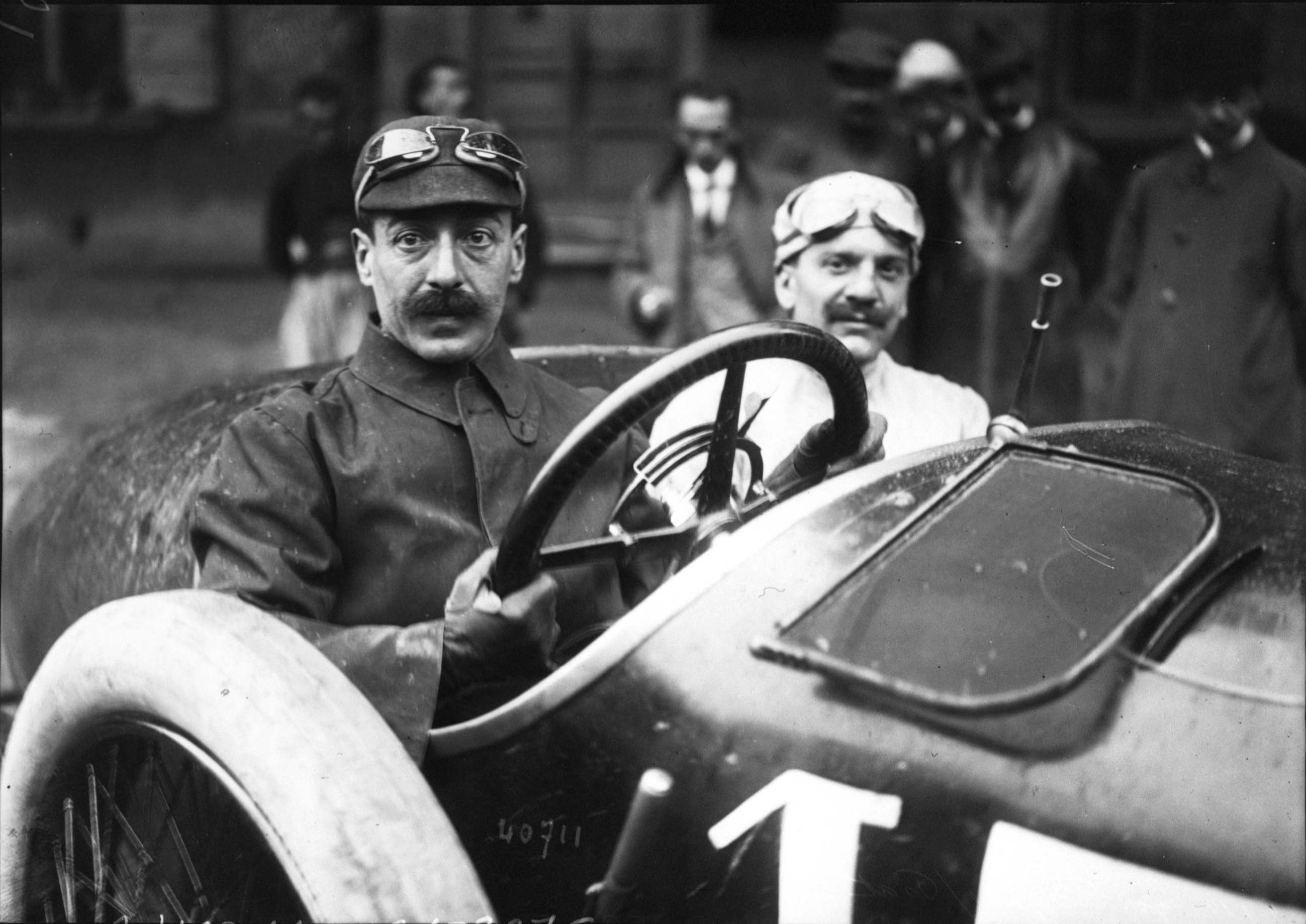
Alessandro Cagno beim Großen Preis von Frankreich 1914

Alessandro Cagno (* 2. Mai 1883 in Turin; † 23. Dezember 1971 ebenda) war ein italienischer Automobilrennfahrer.

## Karriere
Cagno war bekannt für seine Präzision, mit dem er die hubraumstarken Wagen in der Zeit vor dem Ersten Weltkrieg lenkte, und für seinen intelligenten Fahrstil.
Von 1901 bis 1905 bestritt er Rennen auf Fiat, vorwiegend Bergrennen in Italien. Beim Gordon-Bennett-Cup 1905 sorgte er als Dritter für Aufsehen und gemeinsam mit Felice Nazzaro für den ersten internationalen Erfolg der italienischen Marke. 1906 wechselte er zu Itala, für die er die erste ausgetragene Targa Florio und die Coppa della Velocitá 1907 gewinnen konnte. Danach verlor er das Interesse am Motorsport und wandte sich der Fliegerei zu. Nach einem erfolglosen Comebackversuch beim Großen Preis von Frankreich 1914 sah man ihn in den 1920er-Jahren erneut auf den Rennstrecken, diesmal in der hubraumschwächeren Voiturette-Klasse (vergleichbar mit der späteren Formel 2). Sein letzter Erfolg war der Sieg im Großen Preis von Italien für Voiturettes 1923.
Cagno zählte zu den wenigen Überlebenden der Frühzeit des Motorsports und lebte in seinem Haus in Turin, wo er 1971 starb.

## Galerie

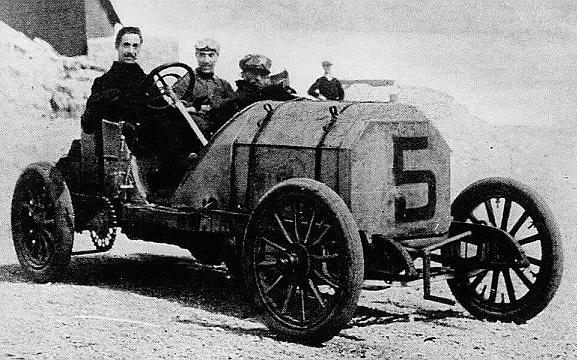
1907 im Fiat 100HP am Mount Ventoux
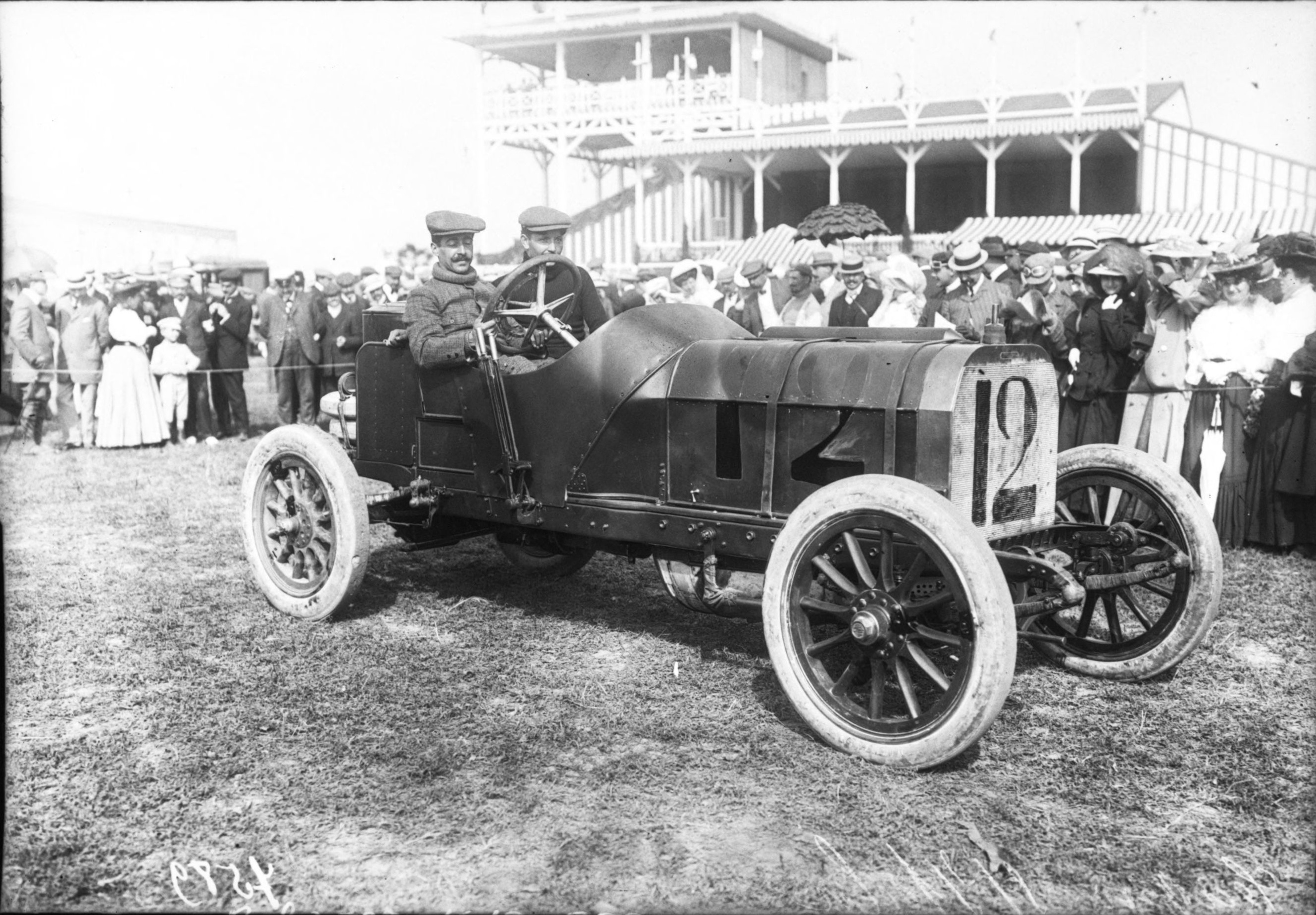
Im Itala beim Großen Preis von Frankreich 1908
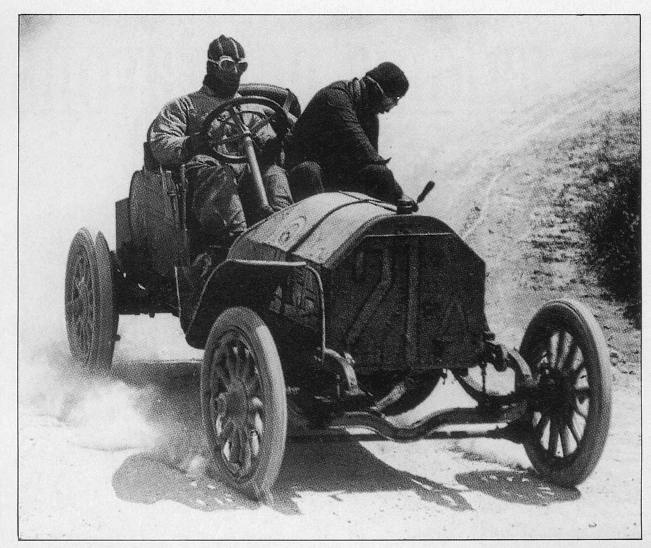
AllesandroCagno am Steuer eines Itala 45 HP bei der Targa Florio 1907
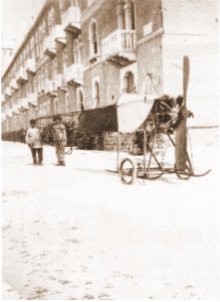
1911 in einer Blériot XI am Lido von Venedig